# Anton Lans
Anton Oskar Bertil Lans (Lidköping, 17 aprile 1991) è un calciatore svedese, difensore dello Skara FC.

## Carriera

### Club
Cresciuto in squadre giovanili della cittadina di Lidköping o del circondario, all'età di 16 anni è entrato a far parte del vivaio dell'Elfsborg.
Proprio con l'Elfsborg ha fatto il suo esordio in Allsvenskan, mettendo a referto le prime presenze tra il campionato 2010 e quello 2011. Il 1º settembre 2011, nell'ultimo giorno di mercato estivo, passa in prestito al Falkenberg militante in Superettan. L'accordo è stato poi rinnovato anche per l'intera stagione 2012.
È rientrato all'Elfsborg terminato il periodo in prestito, ma nei tre anni seguenti non è mai stabilmente nel giro dei titolari. Il venticinquenne Lans si è trasferito così a titolo definitivo al Gefle a partire dalla stagione 2016, firmando un contratto di due anni, il primo trascorso nel campionato di Allsvenskan e il secondo in Superettan.
Nel gennaio del 2018 è passato ufficialmente all'Örgryte, altra squadra di Superettan, a parametro zero. Con i rossoblu è rimasto per cinque annate, tutte trascorse nella seconda serie nazionale.
Al termine della stagione 2022 ha deciso di lasciare l'Örgryte e approdare per ragioni lavorative e familiari allo Skara FC, militante nella sesta serie svedese.

### Nazionale
Ha giocato nelle nazionali giovanili svedesi Under-17, Under-19 ed Under-21.

## Palmarès

### Club

#### Competizioni nazionali
- Coppa di Svezia: 1

Elfsborg: 2013-2014